# Ritomo Miyata

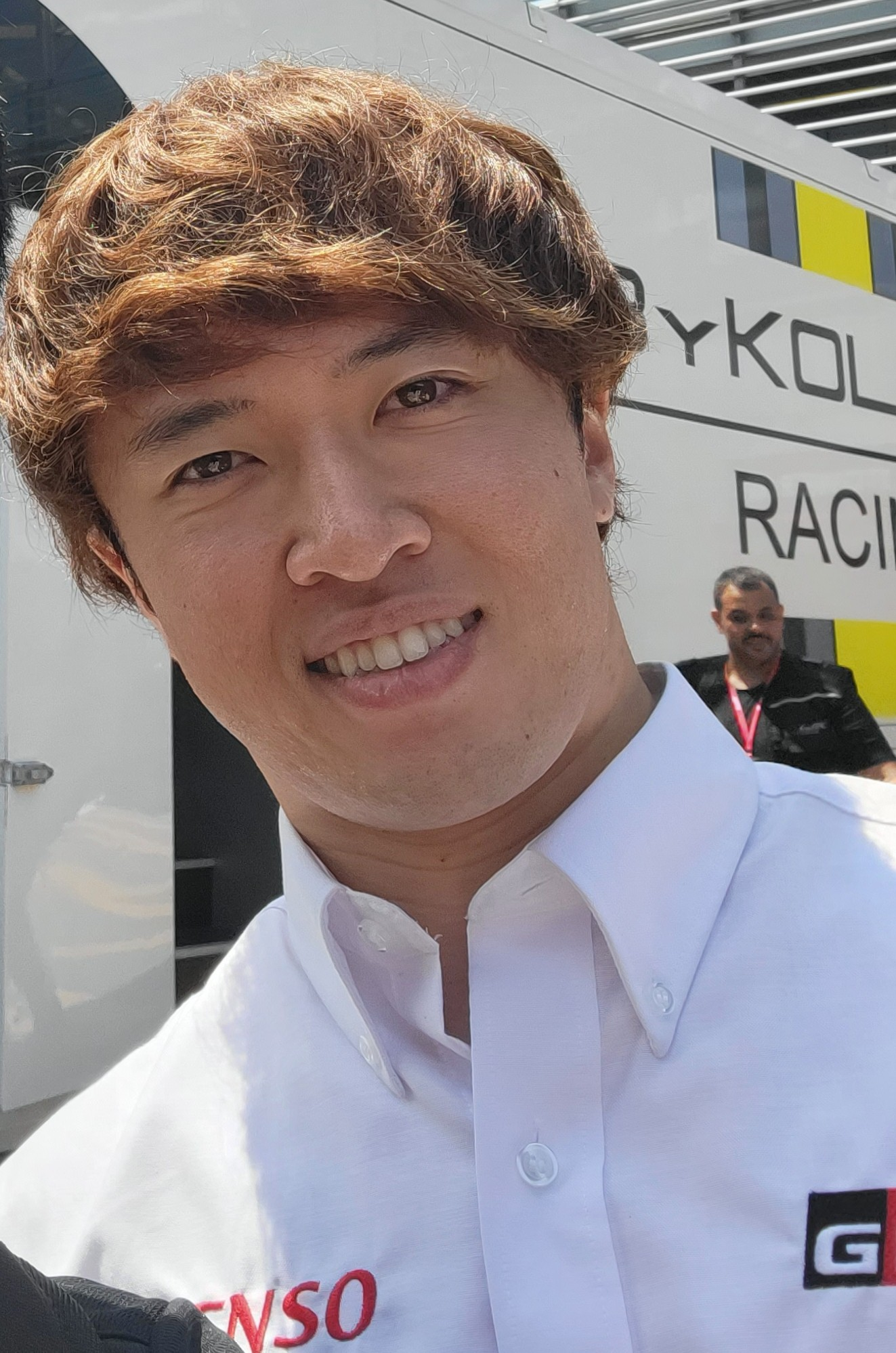
Ritomo Miyata 2023

Ritomo Miyata (japanisch 宮田 莉朋) (* 10. August 1999 in der Präfektur Kanagawa) ist ein japanischer Autorennfahrer. 

## Jugend und Ausbildung
Ritomo Miyata verdankte die Wahl seines Vornamens der Begeisterung seiner Eltern für das italienische Fahrzeugmodell Fiat Ritmo. Früh in seinem Leben erhielt er die Diagnose Autismus und hatte lange Probleme dem Schulalltag zu folgen. Mit dem Älterwerden verbesserte sich seine Schulsituation und er machte einen Abschluss an der Yokohama High School.
Er ist ein engagierter iRacing-Spieler mit über 500 Siegen bei 1000 Rennteilnahmen.

## Karriere als Rennfahrer
Ritomo Miyata fuhr nach seinen Teenager-Jahren im Kartsport 2016 eine erste Saison in der japanischen Formel-4-Meisterschaft, die er mit dem Gewinn der Meisterschaft beendete. Weit hinter ihm platzierte sich der spätere Formel-1-Pilot Yūki Tsunoda, der allerdings nur zwei Wertungsläufe bestritt. 2017 wiederholte er diesen Erfolg, diesmal vor Ukyō Sasahara und Tsunoda. Parallel ging er bereits in der japanischen Formel-3-Meisterschaft an den Start, wo er 2018 hinter Shou Tsuboi und 2019 hinter Sacha Fenestraz jeweils Saisonzweiter wurde. Ein weiterer Monoposto-Meisterschaftserfolg war 2023 der Gewinn der Super Formula.
Neben seinen Engagements im Formel-Sport fuhr Miyata in den 2020er-Jahren verstärkt Sportwagenrennen. Er gewann 2023 die GT500-Klasse der Super GT, wurde Ersatzfahrer im WEC-Team von Toyota GAZOO Racing und hatte Erfolge in der European Le Mans Series. 2024 gewann er im Oreca 07 von Cool Racing die 4-Stunden-Rennen von Barcelona und 4-Stunden-Rennen von Portimão 2024.

## Statistik

### Le-Mans-Ergebnisse
| Jahr | Team        | Fahrzeug | Teamkollege   | Teamkollege     | Platzierung | Ausfallgrund |
| ---- | ----------- | -------- | ------------- | --------------- | ----------- | ------------ |
| 2024 | Cool Racing | Oreca 07 | Lorenzo Fluxá | Malthe Jakobsen | Rang 26     |              |

### Einzelergebnisse in der FIA-Langstrecken-Weltmeisterschaft
| Saison | Team                         | Rennwagen               | 1   | 2   | 3   | 4   | 5   | 6   | 7   | 8   |
| ------ | ---------------------------- | ----------------------- | --- | --- | --- | --- | --- | --- | --- | --- |
| 2023   | Kessel Racing                | Ferrari 488 GTE         | SEB | POR | SPA | LEM | MON | FUJ | BAH |     |
| 2023   | Kessel Racing                | Ferrari 488 GTE         |     |     | 25  |     |     |     |     |     |
| 2024   | Akkodis ASP Team Cool Racing | Lexus RC F GT3 Oreca 07 | KAT | IMO | SPA | LEM | SAO | AUS | FUJ | BAH |
| 2024   | Akkodis ASP Team Cool Racing | Lexus RC F GT3 Oreca 07 |     |     | 25  | 26  |     |     |     |     |